# Cavo pleurico
la cavità pleurica è lo spazio compreso tra la pleura viscerale e parietale dei polmoni. I cavi pleurici sono due, e vengono anche chiamati spazio pleurico destro e sinistro.
La pleura è una membrana sierosa che si ripiega su se stessa a formare una struttura a doppio strato. 
Il sottile spazio tra i due strati della pleura è noto con il nome di cavità pleurica e normalmente contiene una piccola quantità di liquido pleurico. La pleura esterna (pleura parietale) è attaccata alla parete toracica. La pleura interna (pleura viscerale) copre i polmoni e le strutture adiacenti, attraverso i vasi sanguigni, bronchi e nervi.
La pleura parietale è molto sensibile agli stimoli dolorosi. Al contrario la pleura viscerale, priva di innervazione sensitiva, non ha alcuna sensibilità di tipo nocicettivo.

## Funzioni
Il liquido pleurico, un fluido che permette alla pleure di scivolare senza sforzo. La migliore apposizione a sua volta comporta una maggiore distensione degli alveoli durante la respirazione. La cavità pleurica trasmette i movimenti della parete toracica ai polmoni, e ciò è particolarmente vero nel corso della respirazione profonda. Nel cavo pleurico, grazie all'attività di alcuni stomi linfatici posizionati sul foglietto parietale che drenano il liquido pleurico, si stabilisce una pressione subatmosferica (negativa pari a -5 cm H2O in condizioni fisiologiche), che fa sì che i due foglietti si accollino l'uno sull'altro evitando così che i polmoni collassino, giocando appunto un ruolo importante sull'equilibrio delle forze elastiche del parenchima polmonare stesso ed il contenuto d'aria.
I due foglietti infine, grazie alla presenza di un particolare fosfolipide nella costituzione della loro membrana apicale con caratteristiche lubrificanti, scorrono l'uno sull'altro con il minimo attrito, facilitando così le escursioni polmonari.

## Struttura
Negli esseri umani, non vi è alcuna connessione anatomica tra cavità pleurica sinistra e la destra. Pertanto, in caso di pneumotorace, il polmone non interessato continuerà a funzionare normalmente, ad eccezione dei casi in cui si verifica un pneumotorace iperteso oppure un pneumotorace bilaterale. In questi ultimi casi è possibile che si verifichi anche una compressione del parenchima polmonare controlaterale, dei vasi sanguigni e dei bronchi.
La pleura viscerale riceve il suo apporto di sangue dalla circolazione bronchiale, che è la stessa dei polmoni. La pleura parietale riceve il suo apporto di sangue dalle arterie intercostali.
La pleura viscerale è innervata dal plesso polmonare e la pleura parietale è innervata dai nervi intercostali e dal nervo frenico.
Il cavo pleurico non è conformato in modo regolare. Esso presenta alcuni seni che si formano dall'accollamento ed interposizione dei due foglietti pleurali tra le superficie costale, mediastinica e frenica.
Essi sono: 
- Seno interaorticoesofageo
- Seno interazigosesofageo
- Seni costodiaframmatici destro e sinistro
- Seno costomediastinico.

## Sviluppo
Inizialmente il celoma intraembrionale è uno spazio continuo. Durante lo sviluppo si assiste ad una suddivisione che dà luogo alle cavità pericardica, pleurica e peritoneale. Il diaframma e le membrane pleuriche e pericardiche, appaiate, separano la cavità celomatica in quattro parti. Dalla splacnopleura (lo strato di mesoderma viscerale) si sviluppa la pleura viscerale e dalla somatopleura (lo strato mesodermico parietale) si sviluppa la pleura parietale.

## Liquido pleurico
Il liquido pleurico è un fluido sieroso normalmente prodotto dalla pleura. Il liquido pleurico ha lo stesso contenuto elettrolitico del plasma, ma con una concentrazione proteica assai minore. La maggior parte del fluido proviene dalla circolazione parietale (arterie intercostali) per fenomeno di trasporto tra compartimenti cellulari, e viene riassorbito dal sistema linfatico. Sostanzialmente il liquido pleurico viene costantemente prodotto e riassorbito. In un soggetto normale, approssimativamente del peso di 70 kg, pochi millilitri di liquido pleurico risultano sempre presenti all'interno del cavo.
Secondo alcuni fisiologi il liquido pleurico è contenuto in quantità pari a circa 0,2 ml/Kg di peso corporeo. Il "film" di liquido determina uno spessore pari a circa 10-20 micrometri.
Quantità superiori di liquido possono accumularsi nello spazio pleurico solo quando il tasso di produzione supera il tasso di riassorbimento. Normalmente, la quantità di fluido che viene riassorbita aumenta fisiologicamente ogni volta che si ha una tendenza ad accumulare fluido. Il tasso di riassorbimento può aumentare fino a 40 volte prima che significative quantità di fluido possano accumularsi all'interno del cavo pleurico. Ne consegue che è necessario un importante aumento della produzione di fluido pleurico, oppure in alternativa un qualche blocco del riassorbimento linfatico, prima che possa effettivamente accumularsi liquido nello spazio pleurico.
Una raccolta patologica di liquido pleurico prende il nome di versamento pleurico.

### Meccanismi versamento pleurico
- Ostruzione linfatica
- Aumento della permeabilità capillare
- Diminuzione della pressione osmotica colloidale plasmatica
- Aumento della pressione venosa capillare
- Aumento della pressione negativa intrapleurica

### Esempi versamento pleurico
Un versamento pleurico localizzato si può verificare in corso di embolia polmonare. Tale versamento è probabilmente il risultato di un aumento della permeabilità capillare determinato dal rilascio di citochine o di altri mediatori dell'infiammazione da parte del trombo molto ricco di piastrine.

## Sottotipi versamento pleurico
Un versamento pleurico può essere classificato come essudativo (alto contenuto di proteine) oppure trasudativo (a basso contenuto proteico). Un versamento pleurico essudativo è in genere causato da processi infettivi come la polmonite (versamento pleurico parapneumonico), neoplasie, malattie granulomatose come la tubercolosi o la coccidioidomicosi, le malattie vascolari del collagene, e altri stati infiammatori. 
Un versamento pleurico trasudativo si verifica in caso di insufficienza cardiaca congestizia, cirrosi epatica o sindrome nefrosica.

### Cause di versamento pleurico trasudativo
- Insufficienza cardiaca congestizia[4]
- Cirrosi epatica[4]
- Ipoproteinemia[4]
- Sindrome nefrosica[4]
- Atelettasia polmonare[4]
- Mixedema[4]
- Dialisi peritoneale[4]
- Embolia polmonare[4]
- Sindrome Meigs[4]
- Uropatia ostruttiva[4]

## Cause di versamento pleurico essudativo
- Malignità[4]
- Infezione[4]
- Trauma[4]
- Infarto polmonare[4]
- Embolia polmonare[4]
- Malattie autoimmuni[4]
- Pancreatite[4]
- Rottura dell'esofago (sindrome di Boerhaave)[4]

## Analisi del liquido pleurico
In presenza di un versamento pleurico, per determinarne le cause è necessario eseguire una valutazione citologica del fluido, esami microscopici, microbiologici, studi chimici, ricerca di marcatori tumorali, determinazione del pH e altri test.
Anche l'aspetto macroscopico del versamento, il colore, la trasparenza ed altri aspetti fisici possono risultare strumenti utili nella diagnosi. La presenza di insufficienza cardiaca, infezioni o neoplasie che coinvolgono la cavità pleurica sono tra le cause più comuni e identificabili utilizzando questo approccio. A tal proposito, molto utili sono i Criteri di Light, al fine di distinguere la natura essudativa o trasudativa del versamento stesso.

### Aspetto macroscopico
Chiaro paglierino: Se versamento trasudativo, non sono necessarie ulteriori analisi. Se essudativo, sono necessari ulteriori studi per determinare la causa (citologia, coltura, biopsia).
Corpuscolato, purulento, torbido: infezione, empiema, pancreatite, neoplasie.
Da rosa a rosso, ematico: trauma, neoplasie, infarto polmonare, infarto intestinale, pancreatite.
Verde-bianco, torbido: artrite reumatoide con versamento pleurico.
Verde-marrone: malattia biliare, perforazione intestinale con ascite.
Lattescente, biancastro o giallo e sanguinoso: versamento chiloso.
Latteo o verde, riflessi metallici: effusione pseudochilosa.
Viscoso (emorragico o chiaro): mesotelioma.
Salsa di cioccolato: rottura di ascesso epatico amebico.

### Aspetto microscopico
La microscopia può mostrare le cellule presenti nel versamento (ad esempio cellule mesoteliali oppure cellule infiammatorie) di eziologia benigna o maligna. Un patologo può visionare l'esame citologico ed eseguire una diagnosi morfologica. I neutrofili sono estremamente numerosi in caso di empiema. Se invece predominano i linfociti e le cellule mesoteliali rare, questo aspetto è indicativo di tubercolosi. 
Le cellule mesoteliali possono anche essere diminuite nel caso di pleurite reumatoide o secondaria a pleurodesi.
Gli eosinofili possono essere riscontrati in caso di una precedente toracentesi. La loro importanza è limitata.
Se nel versamento sono presenti cellule maligne, possono essere eseguiti ulteriori studi, tra cui l'immunoistochimica necessaria per determinare l'eziologia del tumore maligno.

### Analisi chimica
Possono essere eseguiti studi chimici sul liquido pleurico e fra questi il pH, il rapporto delle proteine del siero, la concentrazione di LDH, il peso specifico, il colesterolo e le concentrazioni di bilirubina. 
Questi studi possono aiutare a chiarire l'eziologia di un versamento pleurico (essudativa vs trasudativa).
L'amilasi può essere elevata nei versamenti pleurici legati alla perforazione gastrica o esofagea, nella pancreatite o nelle neoplasie. 
A dispetto di tutti i test diagnostici oggi disponibili, molti versamenti pleurici rimangono idiopatici (cioè di eziologia non nota).
Se i sintomi persistono è possibile dover ricorrere a tecniche diagnostiche più invasive.

## Galleria d'immagini

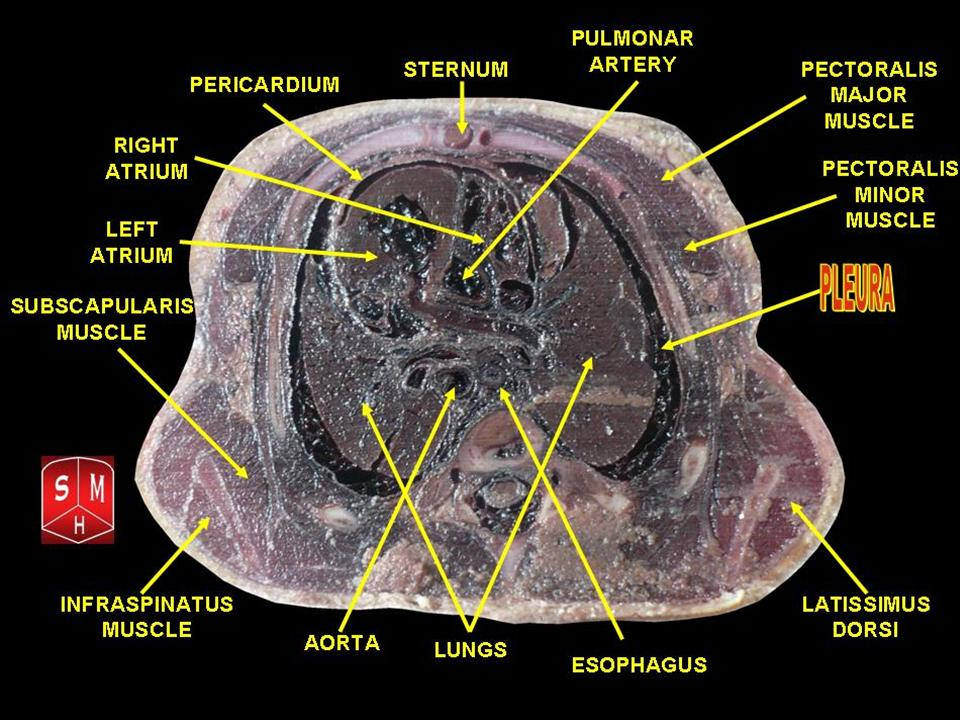
Pleura
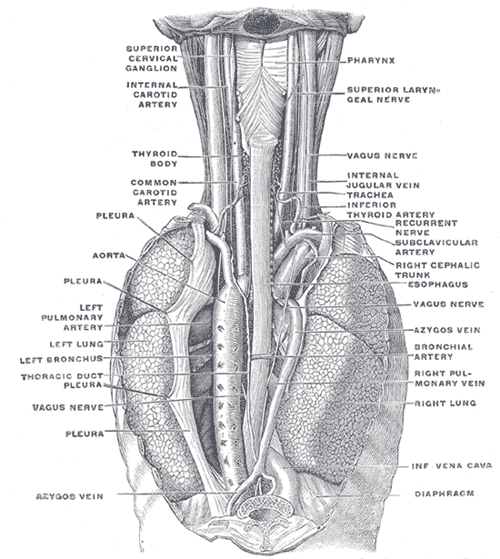
La posizione e il rapporto dell'esofago nella regione cervicale e nel mediastino posteriore. Visto da dietro.
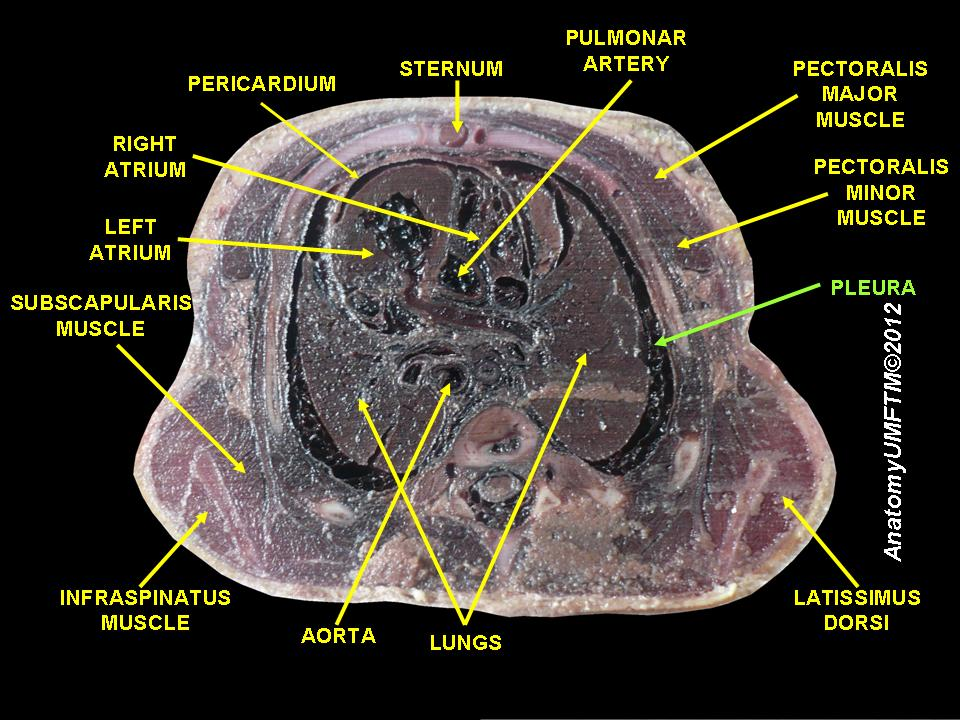
Pleura